# Nokia 6230i
Nokia 6230i – telefon komórkowy firmy Nokia oparty na platformie Nokia Series 40. W trakcie projektowania miał nadaną nazwę Matrix 2.

## Cechy i funkcje

### Wyposażenie
- aparat fotograficzny o rozdzielczości 1,3 megapikseli
- nagrywanie wideo
- kolorowy wyświetlacz o rozdzielczości 208×208
- Bluetooth
- port podczerwieni
- możliwość obsługi midletów JAVA 2.0
- Książka telefoniczna na 1000 wpisów (w każdym wpisie można zawrzeć do 10 szczegółów takich jak: adres pocztowy, notatka, drugi numer telefonu itp.)
- pamięć wewnętrzna 32 MB.
- karta pamięci (MMC) do 512 MB
- portfel
- EDGE (2.5G)
- odtwarzacz MP3
- odtwarzacz filmów 3GPP, H-263, Mpeg-4
- odtwarzanie AAC
- dodatkowe funkcje aparatu np. tryb nocny
- edytor obrazków
- kalendarz
- stoper, minutnik, kalkulator
- MMS, SMS, e-mail

### Łączność
- Bluetooth
- Podczerwień
- Port USB
- Pełny mechanizm OMA DRM 1.0 do zabezpieczania materiałów chronionych prawem autorskim
- Push to Talk over Cellular

### Transmisja danych
- EDGE klasa 10 z maksymalną szybkością 236,8 Kb/s (według producenta)
- GPRS klasa 10
- HSCSD z szybkością maksymalną 43,2 Kb/s w sieciach HSCSD (według producenta)
- TCP/IP

### Zakresy działania
- Obsługa sieci GSM 900, GSM 1800 i GSM 1900 w Europie, Afryce, regionie Azji i Pacyfiku, Ameryce Północnej i Południowej
- Automatyczna zmiana częstotliwości

### Dodatkowe funkcje
- Kodowanie i odtwarzanie wideo w formacie QCIF(15 klatek/s) z dźwiękiem w AMR
- Nagrywanie do 60 minut dźwięku (AMR)
- Nagrywanie do godziny wideo, w zależności od pamięci
- Do telefonu można wgrać nawigację GPS, np: Nav4All lub Navi Expert, potrzebny jest odbiornik GPS aby można było w pełni korzystać z tego systemu.